# Ceratoporella nicholsoni
Ceratoporella nicholsoni är en svampdjursart som först beskrevs av Sydney John Hickson 1911.  Ceratoporella nicholsoni ingår i släktet Ceratoporella och familjen Astroscleridae. Inga underarter finns listade i Catalogue of Life.